# 马特奥·马吉达拉尼
马特奥·马吉达拉尼（西班牙語：Mateo Majdalani，1994年7月15日—），阿根廷男子帆船运动员，2019年泛美运动会混合诺卡拉17级银牌得主、2023年泛美运动会混合诺卡拉17级金牌得主、2024年夏季奥林匹克运动会混合诺卡拉17级银牌得主。